# Chopin Ridge
Chopin Ridge är en bergstopp i Antarktis. Den ligger i Sydshetlandsöarna. Argentina, Chile och Storbritannien gör anspråk på området. Toppen på Chopin Ridge är 265 meter över havet.
Terrängen runt Chopin Ridge är kuperad västerut, men åt nordost är den platt. Havet är nära Chopin Ridge åt sydost. Trakten är glest befolkad. Närmaste befolkade plats är Commandante Ferraz Station, 15,1 kilometer nordväst om Chopin Ridge. 